# Distretto di Oued El Alleug
Il distretto di Oued El Alleug è un distretto della provincia di Blida, in Algeria, con capoluogo Oued El Alleug.